# Deliblatska Peščara

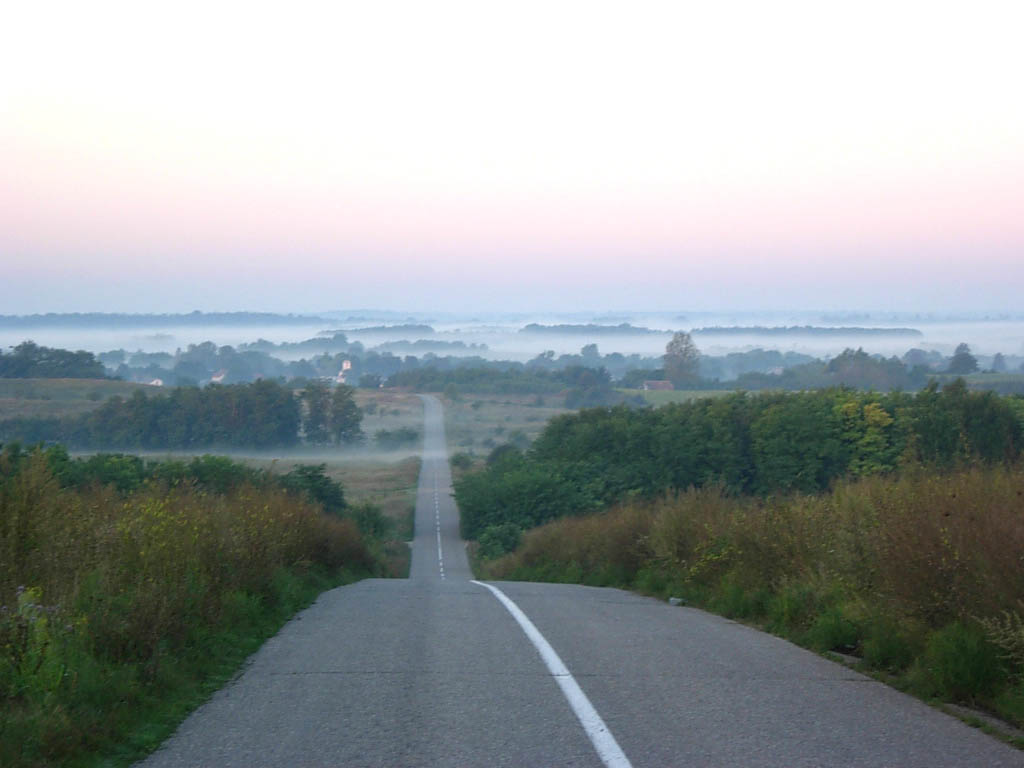
Panorama di Deliblatska Peščara.

Deliblatska Peščara (Делиблатска Пешчара) o Sabbie di Deliblato è un territorio sabbioso situato nella provincia autonoma di Voivodina, in Serbia. La zona è localizzata nel Banato (principalmente nel Banato meridionale, con una piccola parte nel Banato centrale). Il suo nome deriva dal piccolo villaggio di Deliblato, situato nella municipalità di Kovin.
Deliblatska Peščara è il territorio sabbioso più vasto d'Europa, un tempo parte di un ampio deserto preistorico. È conosciuto anche con le denominazioni di "Sahara europeo" e "il più antico deserto d'Europa". Per via delle foreste e del suo ambiente, è stato dichiarato "riserva naturale speciale", oltre ad essere un'esclusiva area venatoria per cacciatori provenienti dall'Europa occidentale.